# A.C. Palazzolo
Associazione Calcio Palazzolo Srl là một câu lạc bộ bóng đá Ý đến từ Palazzolo sull'Oglio, Lombardy.
Đội bóng hiện tại thi đấu ở Serie D.

## Lịch sử
Đội được thành lập vào năm 1913.
Giữa năm 1989 (khi mua được danh hiệu thể thao của GS Telgate đến từ Telgate) và năm 1996, câu lạc bộ đã chơi tổng cộng 4 mùa ở Serie C1 và 3 ở Serie C2.

## Màu sắc và huy hiệu
Màu sắc của đội là màu xanh da trời.